# Valdeavellano de Tera
Valdeavellano de Tera – gmina w Hiszpanii, w prowincji Soria, w Kastylii i León, o powierzchni 19,46 km². W 2011 roku gmina liczyła 205 mieszkańców.